# فستوكة أنيقة
الفستوكة الأنيقة (باللاتينية: Festuca elegans) نوع نباتي يتبع جنس الفستوكة من الفصيلة النجيلية.

## الموئل والانتشار
ينتشر النبات في المغرب العربي وإسبانيا والبرتغال.

## الوصف النباتي
النبات عشبي معمر.